# ژرف‌دره زیردریایی

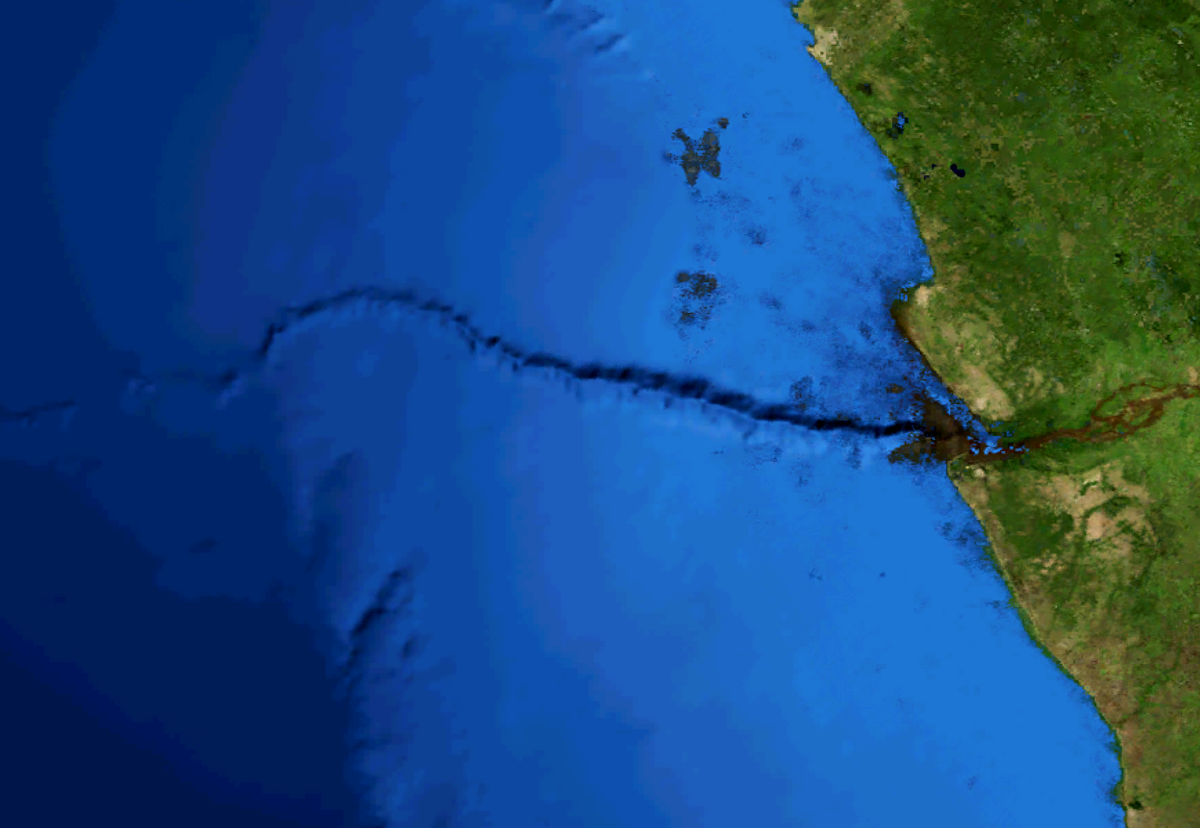
ژرف‌دره کنگو در ساحل جنوب غربی آفریقا که حدود ۳۰۰ کیلومتر آن در این تصویر دیده می‌شود.

ژرف‌دره زیردریایی نوعی دره با دیواره‌های پر شیب است که بستر دریا در حاشیه قاره‌ای را بریده و گاهی تا فلات قاره ادامه دارد. ژرف‌دره زیردریایی دارای دیواره‌های تقریباً عمودی بوده که اختلاف ارتفاع بین کف و دیواره آن گاهی به ۵ کیلومتر نیز می‌رسد (مانند ژرف‌دره باهامای بزرگ). همانند ژرف‌دره‌های روی خشکی که دارای کانال‌هایی برای هدایت جریان آب هستند، ژرف‌دره‌های دریایی کانال‌هایی برای جریان توریدگی در بستر دریا دارند. جریان‌های توریدگی به روانه‌هایی از اب چگال و پر از رسوب گفته می‌شود که توسط رودها یا بر اثر توفان، زمین‌لغزش زیردریایی، زمین‌لرزه یا دیگر عوامل تولیدکننده رسوب در بستر دریا پدید آمده‌اند. جریان‌های توریدگی با سرعت زیاد (گاهی تا ۷۰ کیلومتر در ساعت) به پایین لغزیده و با فرسایش‌دادن حاشیه قاره‌ای در نهایت در دشت‌های مغاکی ته‌نشین می‌شوند.
حدود ۳٪ از ژرف‌دره‌های زیردریایی از نوع دره‌های فلات قاره‌ای هستند که به صورت عرضی فلات قاره را بریده و گاهی نقطه آغازین آنها با مصب رودهای بزرگ مانند رود کنگو و ژرف‌دره هادسون هم‌تراز است. حدود ۲۸٫۵٪ از ژرف‌دره‌های زیردریایی نیز لبه فلات قاره را بریده‌اند ولی بخش عمده آنها (حدود ۶۸٫۵٪) به‌طور مشخص فلات قاره را قطع نکرده و جریان بالادست آنها از شیب قاره‌ای و در زیر حاشیه فلات قاره آغاز می‌شود.
چنین تصور می‌شود که شکل‌گیری ژرف‌دره‌های زیردریایی عمدتاً ناشی از دو عامل اصلی است: فرسایش ناشی از جریان توریدگی و سقوط توده‌ای شیب قاره‌ای. در نگاه نخست الگوی فرسایش در ژرف‌دره زیردریایی شبیه ژرف‌دره‌های روی زمین به نظر می‌رسد ولی به دلیل تفاوت‌های مشخص میان فرایندهای فرسایشی در زیر آب، تفاوت‌های زیای میان الگوی فرسایش در شکل‌گیری ژرف‌دره‌های زیردریایی دیده شده‌است.
ژرف‌دره‌های زیردریایی بسیاری در ژرفای بیش از ۲ کیلومتری سطح آب‌های آزاد یافت شده‌است. برخی از آنها پیش از رسیدن به دشت‌های مغاکی به طول صدها کیلومتر در امتداد فلات قاره‌ها گسترده شده‌اند. نمونه‌های قدیمی از این ژرف‌دره‌ها در سنگ‌ها با سن پیشین‌زیستی نو نیز یافت شده‌است.